# Selling
Selling es una parroquia civil y un pueblo del distrito de Swale, en el condado de Kent (Inglaterra).

## Geografía
Según la Oficina Nacional de Estadística británica, Selling tiene una superficie de 10,6 km².

## Demografía
Según el censo de 2001, Selling tenía 701 habitantes (48,22% varones, 51,78% mujeres) y una densidad de población de 66,13 hab/km². El 20,83% eran menores de 16 años, el 72,61% tenían entre 16 y 74 y el 6,56% eran mayores de 74. La media de edad era de 40,23 años. Del total de habitantes con 16 o más años, el 20% estaban solteros, el 64,14% casados y el 15,86% divorciados o viudos.
El 96,15% de los habitantes eran originarios del Reino Unido. El resto de países europeos englobaban al 0,86% de la población, mientras que el 3% había nacido en cualquier otro lugar. Según su grupo étnico, el 98,29% eran blancos, el 0,85% mestizos y el 0,85% negros. El cristianismo era profesado por el 80,11% y cualquier otra religión, salvo el budismo, el hinduismo, el judaísmo, el islam y el sijismo, por el 0,43%. El 12,16% no eran religiosos y el 7,3% no marcaron ninguna opción en el censo.
361 habitantes eran económicamente activos, 351 de ellos (97,23%) empleados y 10 (2,77%) desempleados. Había 279 hogares con residentes, 16 vacíos y 8 eran alojamientos vacacionales o segundas residencias.